# Pocitos
Pocitos est un quartier de Montevideo, la capitale de l'Uruguay. Situé au sud de la ville, sur les rives du Río de la Plata, le quartier abrite certaines des plages les plus prisées de Montevideo. Il est délimité à l’est par Buceo (es), au nord par le Parque Batlle (es), à l’ouest par Tres Cruces, Cordón (es) et le Parque Rodó (es), et au sud par Punta Carretas.
Pocitos est un quartier résidentiel qui se distingue par ses immeubles de grande hauteur et ses résidences de style néoclassique et éclectique du début du XXe siècle. Il s'agit de la zone la plus densément peuplée de la ville et d'un important centre commercial et de services, regroupant des ambassades, des établissements de loisirs, des cafés, des boutiques et des galeries d'art,. 

## Histoire

Vue aérienne de la plage de Pocitos et du Grand Hôtel en 1930

Le quartier a émergé comme station balnéaire au XIXe siècle et a été officiellement inauguré en 1886 sous le nom de Nuestra Señora de los Pocitos. Ce nom provient de la pratique des lavandières qui se rendaient sur la plage pour laver leur linge, creusant des puits (en espagnol : pozos) dans le sable propre.
À l'origine, Pocitos était une localité indépendante de Montevideo, mais l'expansion urbaine l'a progressivement intégrée à la ville. En 1906, une ligne de tramway reliant la douane de la Ciudad Vieja à Pocitos a été inaugurée, facilitant ainsi l'accès au quartier depuis le centre-ville et contribuant à sa popularité croissante. À cette époque, le Gran Hotel Pocitos, de style éclectique, fut construit et devint un symbole de prestige social. Toutefois, une partie de l'édifice fut détruite lors d'une tempête en 1923, et l'hôtel ferma définitivement quelques années plus tard.

Rambla de Pocitos dans les années 1960

Dans les années 1920 et 1930, le quartier a connu un développement résidentiel marqué par la construction de nombreuses demeures d’architecture européenne. En 1921, un stade polyvalent y fut édifié et servit de site pour la première Coupe du monde de la FIFA en 1930, accueillant le premier but de l’histoire du tournoi.
Les décennies suivantes furent marquées par un important essor immobilier. Dès les années 1950, Pocitos comptait déjà un nombre d’immeubles d’habitation supérieur à celui du Centro. La population du quartier a continué de croître, faisant de Pocitos l’un des secteurs les plus densément peuplés et les plus valorisés sur le marché immobilier. Il accueille également une partie significative de la communauté juive du pays, avec la présence de synagogues et d'écoles juives.